# Colobopsis fuscipes
Colobopsis fuscipes é uma espécie de inseto do gênero Colobopsis, pertencente à família Formicidae.